# Лагу-Верди

Лагу-Верди на карте штата.

Лагу-Верди (порт. Lago Verde) — муниципалитет в Бразилии, входит в штат Мараньян. Составная часть мезорегиона Центр штата Мараньян. Входит в экономико-статистический микрорегион Медиу-Меарин. Население составляет  15 412 человек на 2010 год. Занимает площадь 623,237 км². Плотность населения — 24,73 чел./км².

## Демография
Согласно сведениям, собранным в ходе переписи 2010 г. Национальным институтом географии и статистики (IBGE), население муниципалитета составляет:
| Полное население                               | Полное население                               | Полное население                               | Полное население                               | 15 412 |
| ---------------------------------------------- | ---------------------------------------------- | ---------------------------------------------- | ---------------------------------------------- | ------ |
| в том числе:                                   | Городское население                            | 5052                                           | Процент городского населения, %                | 32,78  |
|                                                | Сельское население                             | 10 360                                         | Процент сельского населения, %                 | 67,22  |
|                                                | Мужское население                              | 7729                                           | Процент мужского населения, %                  | 50,15  |
|                                                | Женское население                              | 7683                                           | Процент женского населения, %                  | 49,85  |
| Плотность населения, чел/км²                   | Плотность населения, чел/км²                   | Плотность населения, чел/км²                   | Плотность населения, чел/км²                   | 24,73  |
| Население муниципалитета в % к населению штата | Население муниципалитета в % к населению штата | Население муниципалитета в % к населению штата | Население муниципалитета в % к населению штата | 0,23   |

По данным оценки 2016 года, население муниципалитета составляет 15 893 жителя.

## История
Город основан 29 ноября 1961 года. 

## Статистика
- Валовой внутренний продукт на 2003 год составляет 20 693 692,00 реалов (данные: Бразильский институт географии и статистики).
- Валовой внутренний продукт на душу населения на 2003 год составляет 1473,49 реала (данные: Бразильский институт географии и статистики).
- Индекс развития человеческого потенциала на 2000 год составляет 0,533 (данные: Программа развития ООН).